# Istana Negara (Jakarta)
Istana Negara (Engleză: Palatul de Stat, neerlandeză Paleis te Rijswijk) este unul dintre cele șase palate prezidențiale ale Indoneziei. Este situat pe strada Veteranului din Jakarta Centrală, cu Palatul Merdeka situat la sud. Face parte din ansamblul palatului prezidențial, care are o suprafață totală de 68.000 mp, alături de alte trei clădiri: Bina Graha care a fost folosită anterior ca birou al președintelui, Wisma Negara în partea de vest, care este folosită ca reședință de stat și biroul. pentru Secretariatul Ministerului de Stat al Indoneziei. Istana Negara se îndreaptă spre nord spre strada amintită, în timp ce Palatul Merdeka se confruntă cu Piața Merdeka și Monumentul Național (Monas).

## Legături externe
- Istana Negara profile
- Istana Negara history